# Controvérsias envolvendo Harry Potter
A série literária Harry Potter de J. K. Rowling originou algumas controvérsias. A maioria destas vem da ideia de que a magia nos livros promove a bruxaria entre crianças e que irá levá-las para o ocultismo. Outras controvérsias envolvem infração dos direitos de copyright de obras anteriores, ou autores tentando piratear as obras de Rowling.

## Alegações de violações legais
Em 1999, Nancy Kathleen Stouffer, também conhecida pelo pseudônimo N.K. Stouffer, começou a alegar direitos autorais e marca registrada que teriam sido infringidos por J.K. Rowling, por causa dos livros de Stouffer The Legend of Rah and the Muggles e Larry Potter and His Best Friend Lilly, publicados em 1984.
Stouffer teria inventado os ''muggles (trouxas), espécie de humanoides não-mágicos, e o personagem Larry Potter, um garoto que usa óculos e tem cabelo preto. Stouffer sustenta até hoje que não são apenas estes exemplos e nomes similares mas que é "O efeito cumulativo de tudo isso combinado" com outras semelhanças que ela lista em seu site "Verdadeiros trouxas".
Rowling, juntamente com a Scholastic, sua editora americana, e a Warner Bros., detentora do direito dos filmes da série, entraram com um processo próprio tentando uma declaração jurídica de que eles não haviam infringido qualquer dos trabalhos de Stouffer. Rowling, através do uso de testemunhas especializadas que colocaram em dúvida a autenticidade das provas de Stouffer, venceu o caso, e a obrigou a pagar multa de US$ 50.000 por seu "padrão de má conduta intencional ", inclusive obrigando-a a pagar parte das taxas legais do julgamento.
Em 2002, uma "sequência" não autorizada da série, intitulada Harry Potter e o Leopardo Contra o Dragão foi posta à venda na República Popular da China. Esse livro, escrito por um ghost-writer chinês, contêm personagens de vários autores, incluindo Gandalf de o Senhor dos Anéis, e o Mágico de Oz, de L. Frank Baum. Os advogados de Rowling venceram a ação contra os editores, que tiveram de pagar indenizações.
Em 2016, houve uma investigação envolvendo a produção da série de filmes sobre o Harry Potter onde o ministério da cultura britânico por meio do Royal Bank of Scotland deu indevidamente uma isenção fiscal de 1 bilhão de libras entre 1998 e 2007.

## Oposição religiosa à bruxaria
Rowling tem enfrentado uma considerável reação aos temas da magia e bruxaria. Desde 1999, os livros de Harry Potter estão no topo da lista de livros com mais queixas da Associação de Bibliotecas dos EUA, com algumas igrejas americanas banindo completamente os livros.
Em resposta à questão: "Você acha que Harry Potter promove a Wicca?", Rowling respondeu em 2001 que "Não é verdade. Nunca uma criança chegou a mim e disse 'Por sua causa eu decidi devotar minha vida ao oculto'. As pessoas subestimam demais as crianças. Elas sabem que Harry Potter é ficção." Harry Potter também sofre acusações de satanismo.

### De protestantes
Uma das maiores fontes de reações são de alguns grupos cristãos protestantes que acreditam que a imagem supostamente pagã da série é perigosa para suas crianças.
"[A série Harry Potter] contém algumas lições poderosas e valiosas sobre o amor e a coragem e a vitória final do bem sobre o mal", disse Paul Hetrick, porta-voz do Focus on the Family, um grupo cristão norte-americano. "Entretanto, as mensagens positivas são embaladas em meio a bruxaria, que é diretamente denunciada nas Escrituras".
Na mesma linha de pensamento, em 2002,  Chick Publications produziu uma história em quadrinhos chamada A Bruxa Nervosa, que afirmava que "os livros de Potter abrem uma porta que colocaram milhões de crianças desavisadas no inferno". A Chick Publications também lançou um DVD intitulado Harry Potter: Witchcraft Repackaged (Harry Potter: bruxaria re-embalada), onde afirma-se que "O mundo de Harry diz que beber sangue de animais dá poder, um satânico sacrifício humano e o poderoso sangue de Harry dão vida nova, possessão demoníaca não é espiritualmente perigosa e mais, é normal e aceitável." Esse medo religioso foi parodiado em um artigo no jornal humorístico The Onion, que alegou que o "Alto Sacerdote do Satanismo" dissera que "Harry é um enviado de Deus para nossa causa". A sátira foi copiada e colada numa corrente de e-mail que enganou muitos crédulos, que aparentemente não repararam na ironia de um satanista usando a palavra "enviado de Deus".
Um episódio de The Simpsons fez referência ao tema da bruxaria de Harry Potter. Ned Flanders, personagem evangélico, está lendo um livro de Harry Potter e termina-o com "... e então Harry Potter e todos os seus amigos foram direto para o Inferno por praticar bruxaria!", e seus filhos comemoram enquanto Ned joga o livro no fogo.

### De Católicos
O Vaticano apresentou uma visão confusa sobre os livros. Em 2003, o Monsenhor Peter Fleetwood, padre do Vaticano, afirmou durante uma conferência com a imprensa sobre diálogo inter-religioso que "Se eu entendi bem as intenções da autora de Harry Potter, [os livros] ajudam as crianças a ver a diferença entre o bem e mal. E ela é muito clara nisso", acrescentando que Rowling é "cristã por convicção, e cristã em seu modo de viver, mesmo em seu modo de escrever". Este comentário foi entendido pela mídia como uma aprovação dos livros pela Igreja Católica, e por extensão, pelo então Papa, João Paulo II. Entretanto, não há evidência de que o Papa ou a hierarquia do Vaticano tenham aprovado oficialmente os romances. Quando era Prefeito da Congregação para a Doutrina da Fé, o Papa Bento XVI condenou os livros em uma carta, expressando gratidão pela publicação de um livro sobre o assunto, onde se alega que a série é "uma sedução sutil, que  [...]  desvirtua a cristandade da alma, antes que ela possa desenvolver-se plenamente. Fleetwood escreveu em resposta que essas observações foram mal interpretadas, que a carta parecia ter sido escrita por um assistente do então cardeal.
Críticas duras aos livros também vêm do exorcista católico oficial de Roma, Padre Gabriele Amorth, que crê que "Harry Potter esconde a assinatura do rei das trevas, o diabo". Ele contou ao tabloide britânico Daily Mail que os livros fazem uma falsa distinção entre magia negra e magia branca, quando, na realidade, essa distinção "Não existe, pois a magia sempre torna ao mal". Amorth acredita que os livros podem ter uma má influência nas crianças deixando-as interessadas pelo ocultismo.
E no 3º Congresso Nacional de Exorcistas, ocorrido na cidade do México em 2007, o sacerdote italiano Francesco Bamonte, famoso exorcista e um dos principais relatores do evento, afirmou que “Harry Potter induz ao satanismo e distancia da fé em Deus”. Em entrevista ao jornal mexicano "Milenio", ele concluiu dizendo que “o objetivo do filme é procurar induzir os adolescentes a uma mentalidade próxima ao esoterismo e à magia”.

### A resposta de Rowling
J. K. Rowling negou repetidamente a afirmação de que seus livros levariam as crianças à bruxaria. De fato, Rowling indicou várias vezes que se considera cristã. Há inclusive indicações de que os livros podem ser eventualmente tomados como alegorias cristãs:

Eu sou cristã e isso parece ofender bem mais os religiosos do que se eu dissesse que não existe Deus. Sempre que fui perguntada se eu acreditava em Deus, eu respondi ‘sim’, porque eu acredito. Mas ninguém nunca foi mais fundo que isso realmente, devo dizer que isso é bom para mim... Se eu falar muito livremente sobre isso, acho que o leitor inteligente — sejam 10 ou 60 — poderá adivinhar o que está vindo nos livros.

## Na Justiça

### Proibição de leitura
A série causou mais controvérsia com um de seus lançamentos, Harry Potter e o Enigma do Príncipe, quando a mercearia canadense Superstore vendeu acidentalmente várias cópias do livro antes da data autorizada para o lançamento. A editora canadense, Raincoast Books, obteve uma liminar  da Suprema Corte da British Columbia proibindo que os compradores lessem os livros em poder deles. Isso gerou alguns artigos questionando que a restrição da liminar a direitos fundamentais. O professor de direito Michael Geist postou um comentário em seu blog. Richard Stallman também postou uma declaração em seu blog pedindo um boicote até que a editora pedisse desculpas.

### Desafios públicos
A série tem sido frequentemente desafiada na Justiça por alegações de conteúdo impróprio. Nos Estados Unidos, a série está no sétimo lugar na lista de livros mais desafiados em bibliotecas americanas entre 1990 e 2000, apesar de só ter sido publicada nesse país em 1997. Não é claro, porém, quantas vezes as bibliotecas realmente restringem o acesso aos livro, e houve muitos fracassos em fazê-lo.
Laura Mallory, mãe de três crianças no estado americano da Geórgia, ganhou fama em 2006 por tentar constantemente banir os livros de Harry Potter da biblioteca da escola de seus filhos. Mallory afirma que os livros trazem "Temas do mal, bruxaria, atividade demoníaca, sacrifício de sangue maligno, feitiços e ensinam as crianças tudo isso". Ela admitiu que não leu a série de livros em parte por que "Eles são muito longos e eu tenho quatro filhos. Eu coloquei muito trabalho no que estudei e li. Acho que seria hipócrita de minha parte ler todos os livros, honestamente". Ela foi ao Conselho de Educação do Condado de Gwinnett com suas preocupações, mas seu pedido foi negado. A procuradora do Conselho de Educação, Victoria Sweeny, disse que se todas as escolas removessem todos os livros que contém referências a bruxas, elas teriam de banir "Macbeth" e "Cinderela". Mallory foi nomeada pelo jornal Washington Post a "Idiota do Ano de 2006" Depois, ela perdeu uma apelação com o Conselho de Educação do Estado da Geórgia. Mallory afirma que apelará da decisão do estado da Geórgia de permitir os livros nas escolas.